# Alexis Mossa
Alexis Mossa est un peintre de genre, de figures et de paysages né le 15 octobre 1844 (la date est incertaine) à Santa-Fe de Bogota (Colombie) de parents niçois. Son père, François-Isidore Mossa, est issu d'une famille savoyarde établie à Nice vers 1730, les Mossaz devenus Mossa à cause d'une mauvaise transcription d'état-civil,. Sa mère, née Louise Durbec, est originaire de Biot. Alexis Mossa est également l'auteur de projets d'architecture. Il est mort le 2 décembre 1926 à Nice où une rue porte aujourd'hui son nom.

## Biographie

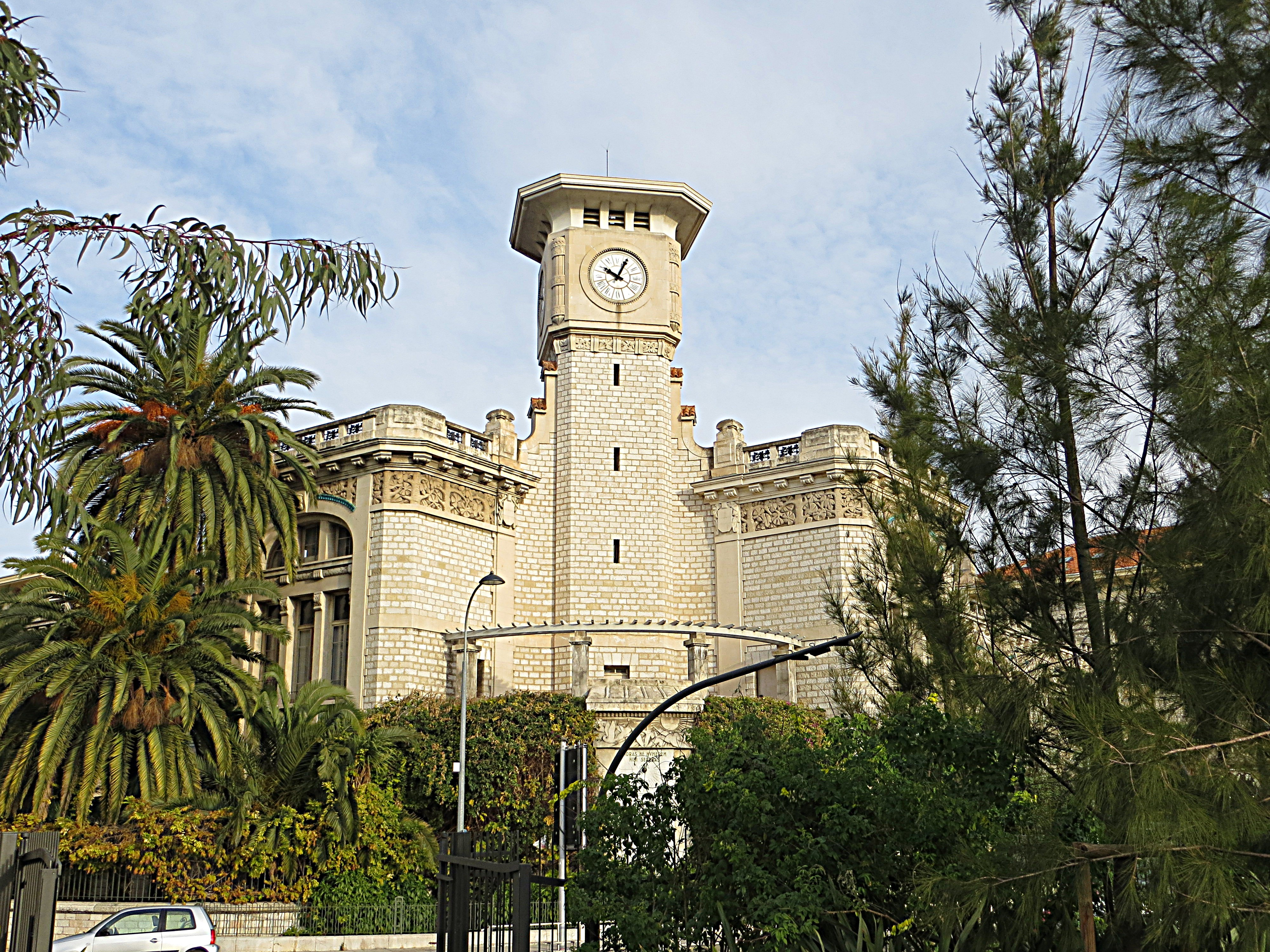
Collegio Convito Nazionale, Nice

Arrivant à Nice à l'âge de 5 ans (en 1850), Alexis y éprouve l'éblouissement que lui avait déjà procuré la lumière de son pays natal. Il est confié durant son enfance à ses grands-parents paternels, lesquels habitent quartier Saint-Étienne. Il fait ses études au Collegio Convito Nazionale de Nice (futur lycée Masséna) où sa prédisposition remarquée pour le dessin l'amène à suivre les cours de Carlo Garacci (1818-1895) et d'Hercule Trachel. Il entre à l'école des beaux-arts de Paris en 1861 où l'enseignement académique de François-Edouard Picot et d'Alexandre Cabanel font de lui un peintre de genre exposant au Salon à partir de 1866.
Des ressources qu'il tire de ventes de ses toiles et aquarelles, mais aussi d'affiches publicitaires (telles que pour Vilmorin), permettent à Alexis de mener à Paris une vie de bohème, fréquentant les cercles artistiques et littéraires, aimant le village de Barbizon, côtoyant les frères Goncourt, Henri Regnault, Jean-François Millet ou Catulle Mendès.

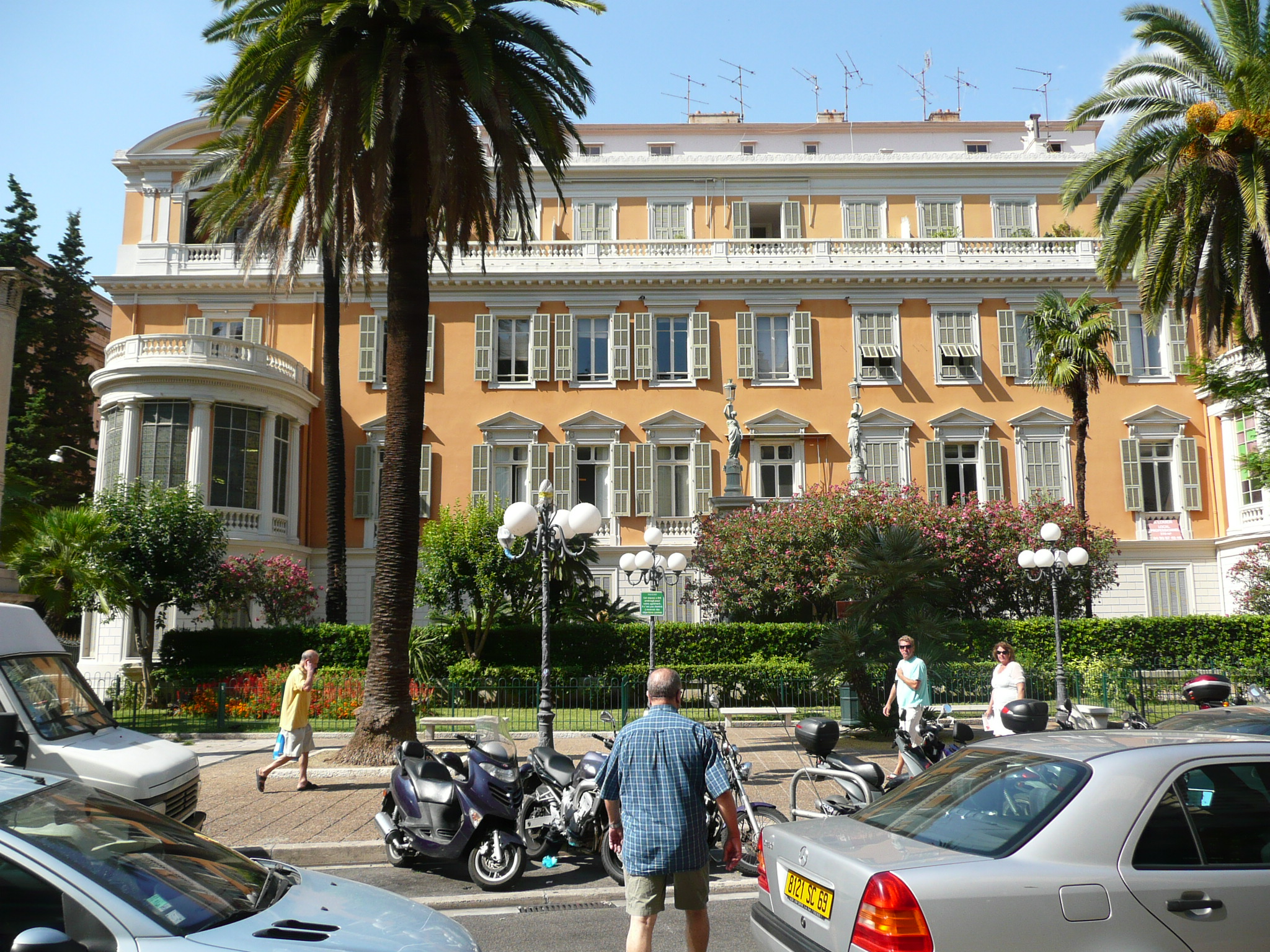
Palais Marie-Christine, Nice

Déçu toutefois par le manque de reconnaissance de la capitale (malgré ses relations qui vont jusqu'à Ingres, il ne sera jamais lauréat du Prix de Rome), Alexis Mossa ambitionne, à titre de revanche sur le destin, de devenir une personnalité artistique niçoise de premier plan. Revenu à Nice en 1869, il donne en 1872 des cours de peinture à l'intérieur du Palais Marie-Christine, sur la Promenade des Anglais, à des élèves prestigieux, comme le consul d'Angleterre, le comte et la comtesse de Neuville. Il décore de riches villas, fonde la Société des beaux-arts de Nice en 1876 puis l'École nationale des arts décoratifs de Nice en 1881, est élu adjoint au maire de Nice en 1886, et œuvre à la création du musée des beaux-arts de Nice dont il devient conservateur en 1905.

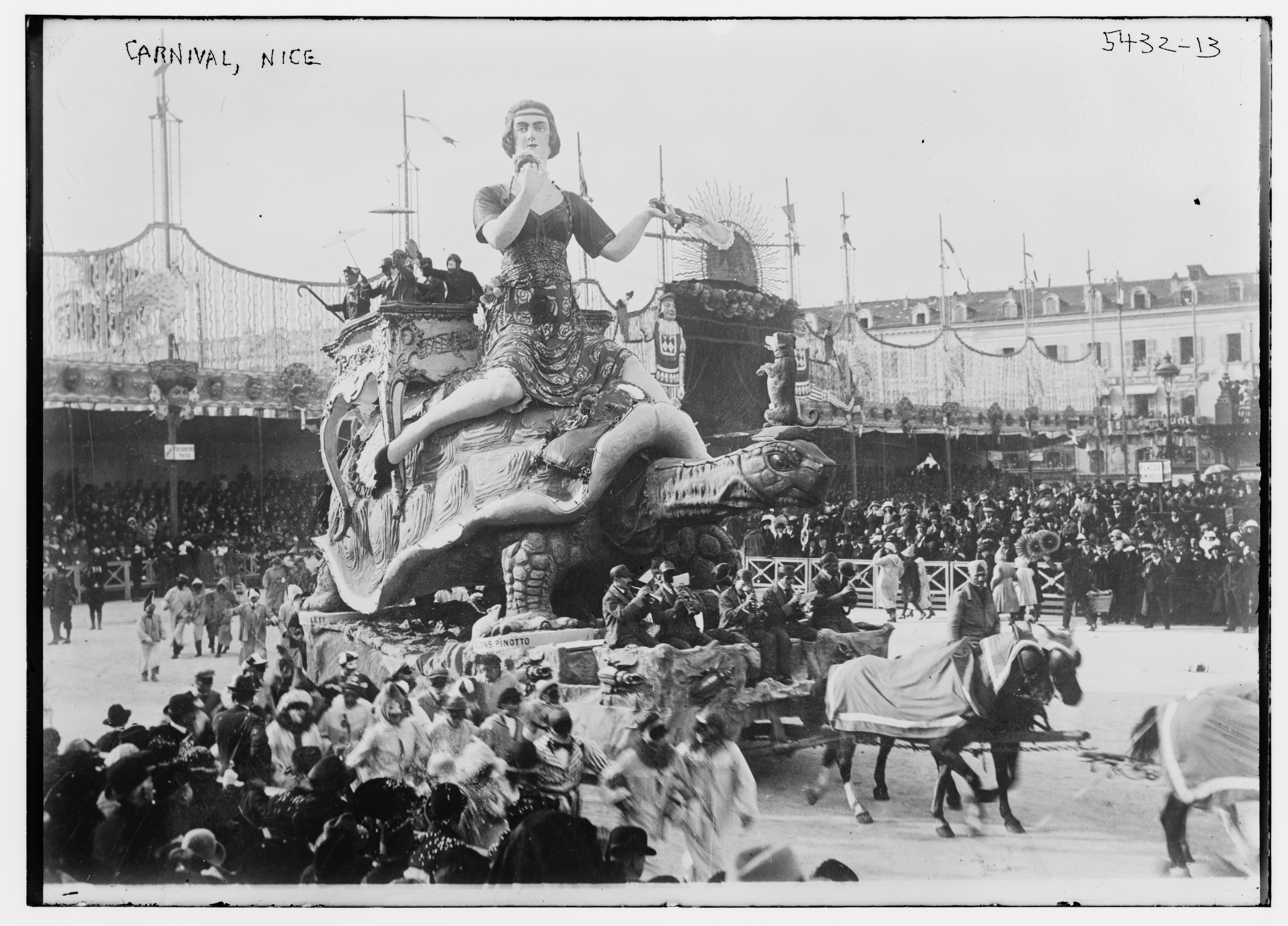
Carnaval de Nice

Parallèlement à tout cela, il convient, au lendemain de 1870, de faire oublier à la riche clientèle d'hivernants niçois, venant du monde entier, les tourments de la guerre, de la chute du Second Empire et de la Commune. Alexis s'implique dès 1873 dans le comité qui se crée à cet effet, organisant le premier des défilés de chars qui deviendront en 1882 le Carnaval de Nice. Alexis est alors considéré comme le grand imagier du carnaval, : les projets de chars, les albums de carnaval et les affiches qu'il peint vont, par leurs références culturelles, par leur originalité, voire leur drôlerie, aboutir à un univers proche du fantastique (ils inspireront le Carnaval de La Nouvelle-Orléans), mêlant les personnages mythiques, symboliques ou allégoriques (« Sa Majesté Carnaval » ou encore « Madame Carnaval » sont ses créations,) aux figures historiques locales. En 1897, le peintre Charles-Martin Sauvaigo devient son élève, à l'École nationale des arts décoratifs de Nice, avec comme condisciple le fils d'Alexis, Gustav-Adolf Mossa. Ce dernier, qui fut aussi l'élève d'Alexis pendant plusieurs années, poursuivra dans la thématique du carnaval. Mobilisé durant la Première Guerre mondiale, Gustav-Adolf est grièvement blessé le 18 novembre 1914. Son hospitalisation à Houlgate inspire à Alexis, moralement brisé, une suite allégorique douloureuse de cent aquarelles peintes entre la fin 1914 et 1916 et constituant l'ensemble intitulé La Satanique Tragédie. Cette part symboliste majeure d'Alexis Mossa sera exposée à Nice en 2001 (voir Expositions ci-dessous).
En 1920, fatigué et éprouvé, Alexis quitte le quartier Sainte-Hélène où se situait sa résidence-atelier, « la Retraite », qu'il revend au peintre Marcelin Desboutin. Il fait ensuite l'acquisition d'une propriété dans le quartier Saint-Isidore de Nice, qu'il baptise « La Luerna » (la luciole en niçois), et où, malade, il meurt à l'âge de 82 ans. La bâtisse disparait en 2019 à la suite de travaux de voirie.
On connaissait moins de son vivant les aquarelles d'Alexis Mossa qu'il exposait rarement. Elles ne furent vraiment révélées que cinquante ans après son décès (en fait après la disparition de Gustav-Adolf qui les avait gardé confidentielles dans des cartons à dessins), lorsque le 2 avril 1976, Godeau, Solanet & Audap, commissaires-priseurs à Paris, mirent en vente aux enchères à l'Hôtel Drouot 140 d'entre elles, généralement de format 26×20cm (Gérald Schurr évalue qu'il en signa en fait plus de 8.000, Raoul Mille estimant qu'il en peignait 300 chaque année), révélant que l'émerveillement initial d'Alexis face aux lumières colombiennes ou niçoises s'était de même produit en Italie (à Venise, Gênes, Pise, Sienne ou Florence), dans la forêt de Fontainebleau, en Normandie, à Bendejun, à la Porte des Barres du Cians ou au Baou de Saint-Jeannet à Vence. Pour une part d'entre elles (exposition au Musée du Palais Lascaris en décembre 2002 - janvier 2003), ces aquarelles ont le mérite historique de recenser et décrire un patrimoine ecclésial méconnu ou oublié.
Le besoin de classer par genres fit dire alors qu'Alexis Mossa était peintre paysagiste à l'encontre de Gustav-Adolf qui fut symboliste. La réalité, plus fusionnelle car ils voyagèrent et peignirent beaucoup ensemble, est qu'ils furent tous deux à la fois l'un et l'autre.

## Expositions

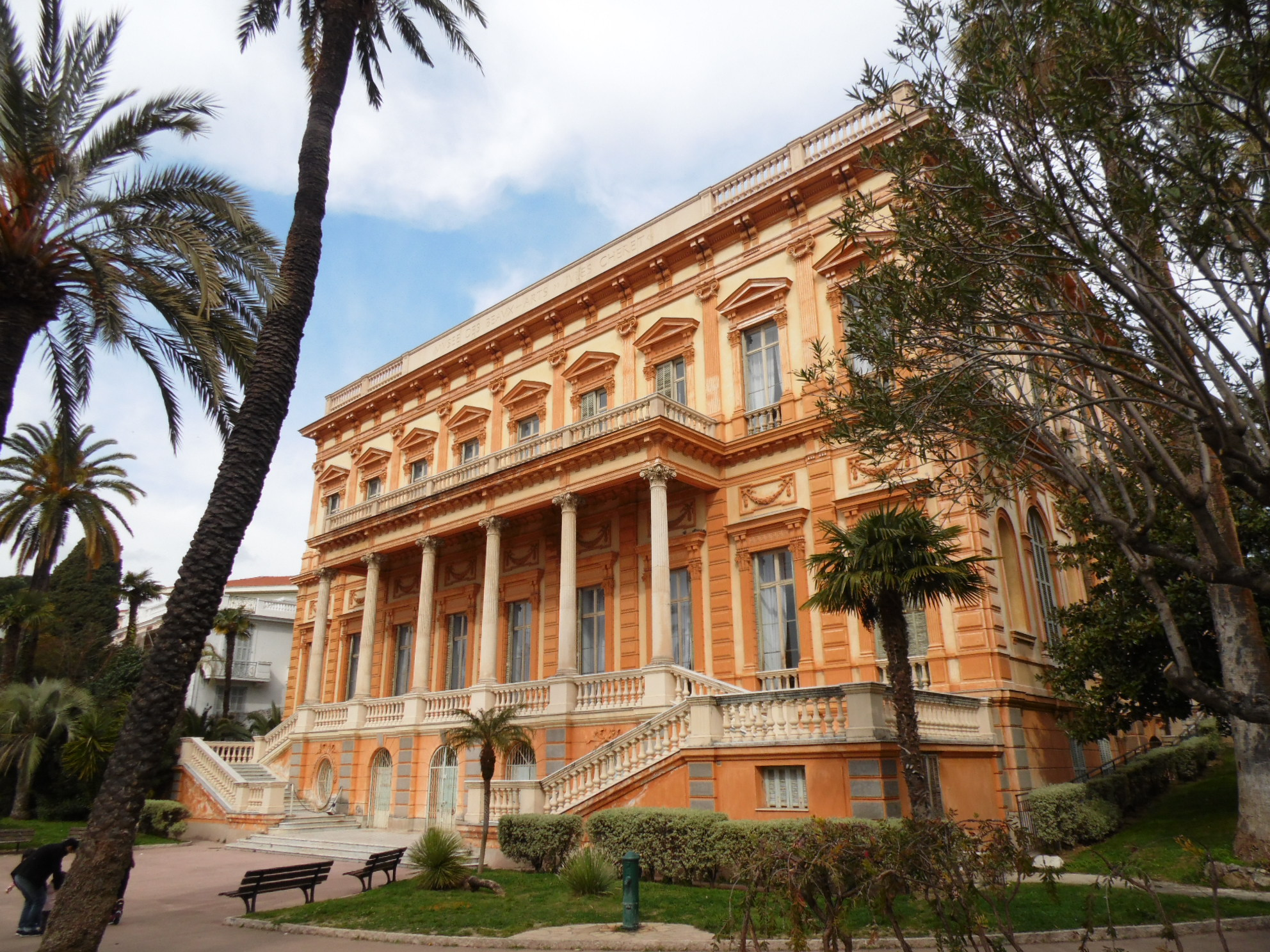
Musée des Beaux-Arts de Nice

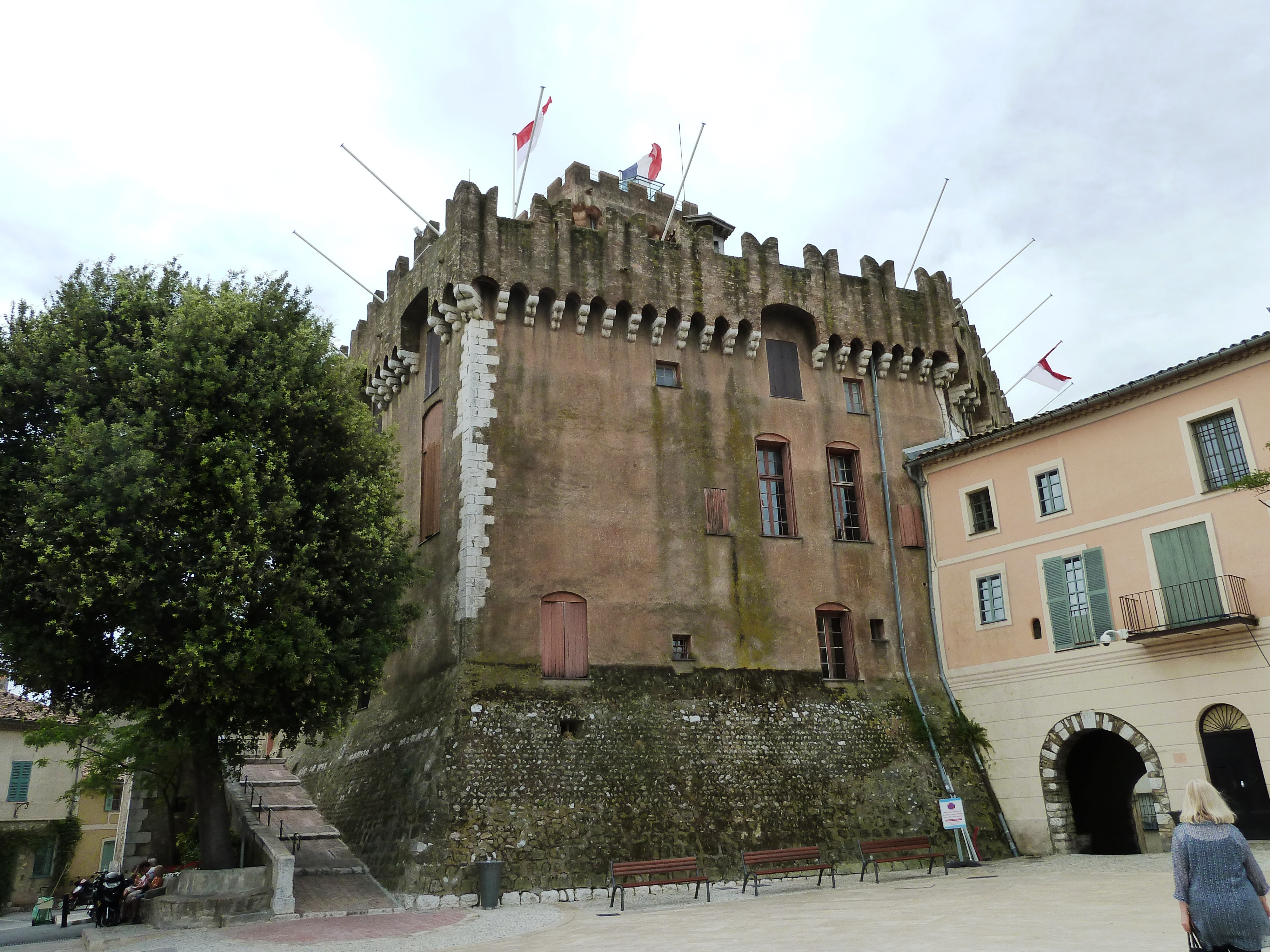
Château Grimaldi, Cagnes-sur-Mer

- Salon de peinture et de sculpture, Paris, de 1866 à 1881.
- Salon de la Société des beaux-arts, Nice, à partir de 1876.
- Salon des artistes français, Paris, de 1881 à 1889.
- Alexis Mossa, Nice et ses environs à la Belle Époque, Galerie des Ponchettes, Nice, mars-avril 1974.
- Mossa père et fils, Musée des Beaux-Arts de Nice, avril-mai 1974[26].
- Alexis et Gustave-Adolphe Mossa, témoins de la peinture médiévale du Comté de Nice, Musée d'art et d'histoire, Palais Masséna, Nice, octobre 1996 - janvier 1997.
- Alexis Mossa - Satanique Tragédie (œuvres 1914-1916), Galerie de la Marine, Nice, novembre 2001 - janvier 2002[16].
- Mois de l'art sacré - Les chapelles du pays niçois, aquarelles d'Alexis Mossa, Musée du Palais Lascaris, Nice, décembre 2002 - janvier 2003[24].
- Alexis Mossa - Lumière de Nice, rétrospective-hommage (80 tableaux), Galerie des Ponchettes, Nice, 2008[27].
- Un siècle d'aquarelles: Ernest Lessieux, Alexis Mossa…, Palais de l'Europe, Menton, janvier 2009.
- C'était t'en souviens-tu... à Cagnes, Château-musée Grimaldi, Cagnes-sur-Mer, juin-septembre 2011[28],[29].
- Alexis Mossa, peintre paysagiste du XIXe Siècle, aquarelles d'Alexis Mossa sur le thème de la lumière, Villa Masséna, Nice, août 2014[30].

## Collections publiques
- Château-musée Grimaldi, Cagnes-sur-Mer[31].
- Musée des Explorations du monde, Cannes.
- Musée des Beaux-Arts de Nice.
- Musée Masséna, Nice[32].
- Musée d'art moderne et d'art contemporain de Nice.
- Musée d'art de Toulon[33].

Œuvres d'Alexis Mossa
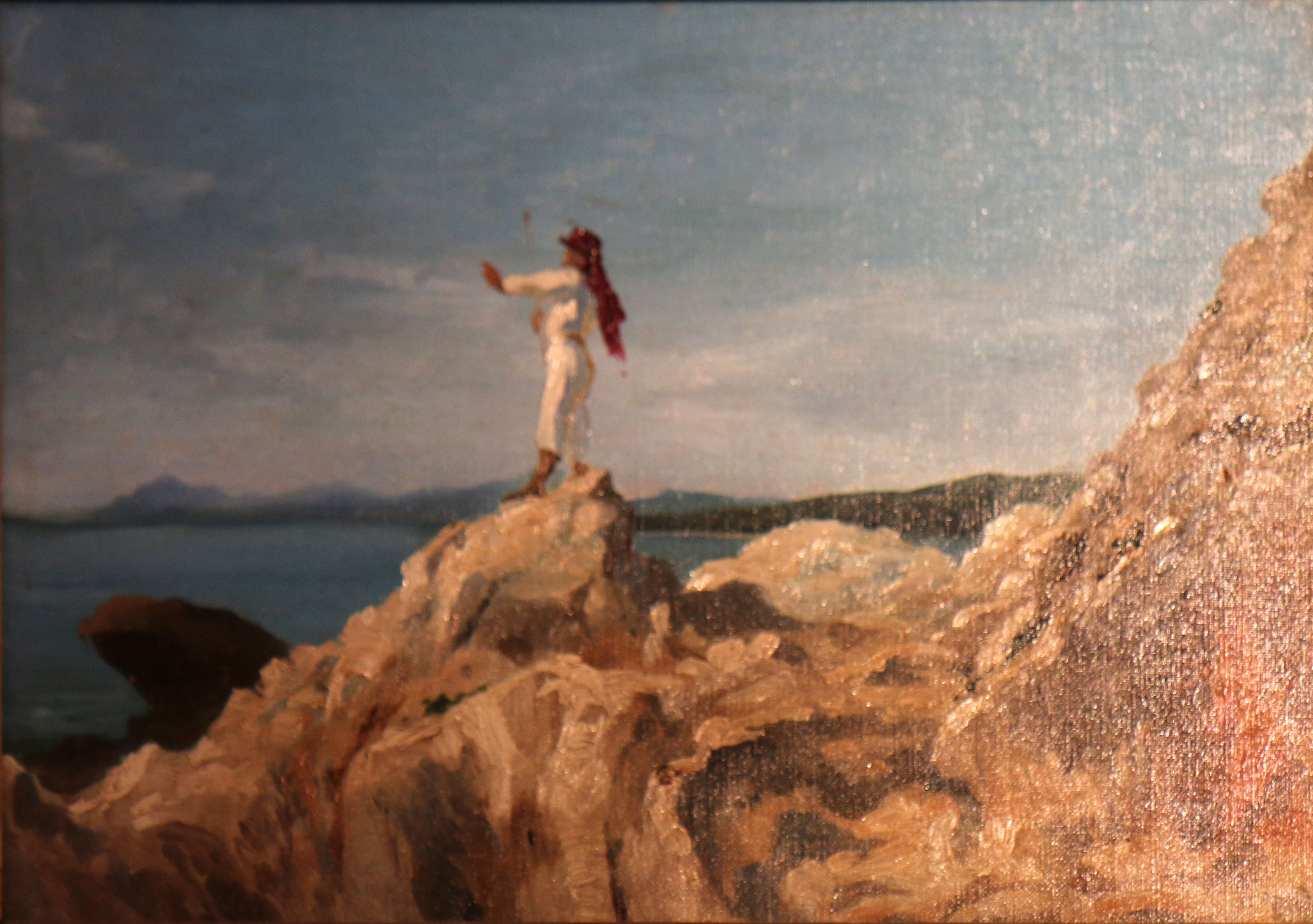
Personnage sur un rocher, huile sur toile, Musée des Explorations du monde, Cannes
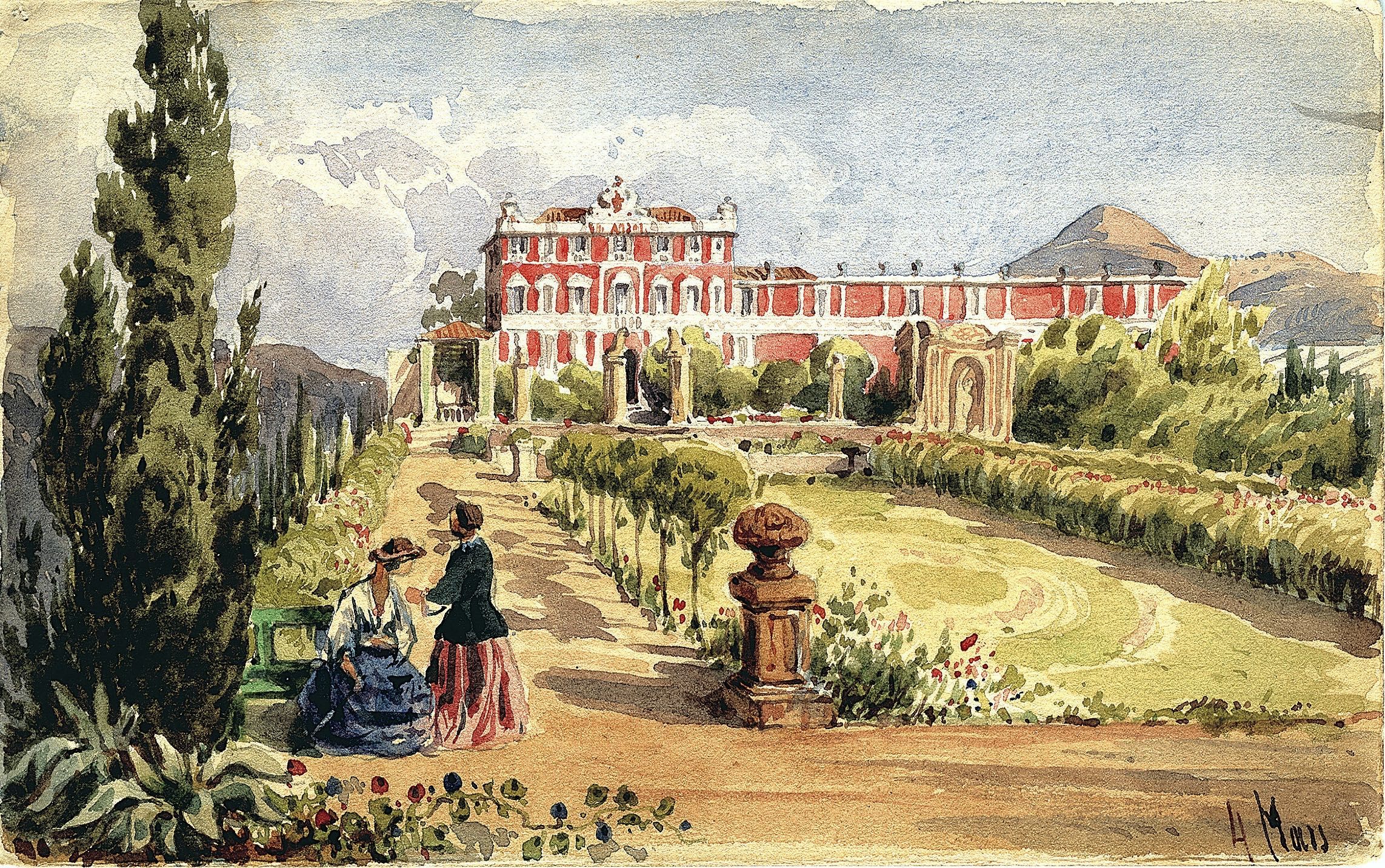
La Villa Arson à Nice, aquarelle, Musée Masséna, Nice